# L'Ultime Combat (Henderson's Boys)
Pour les articles homonymes, voir L'Ultime Combat.
L'Ultime Combat est le septième et dernier tome de la série pour jeunesse Henderson's Boys écrite par Robert Muchamore. Il est sorti en février 2013 en Angleterre, puis en France le 3 septembre 2014.

## Résumé et intrigue
L'histoire se déroule en juin 1944, alors que les armées alliés viennent de débarquer en Normandie. Charles Henderson et son équipe se trouve dans le maquis de Beauvais et doivent saboter un bataillon blindée allemand, venant en renfort. Mais les Allemands, en phase de retrait, sont plus dangereux et déterminés que jamais, ce fera de cette mission la plus dangereuse qu'ils aient réalisé.